# North Topsail Beach
North Topsail Beach é uma cidade localizada no estado norte-americano de Carolina do Norte, no Condado de Onslow.

## Demografia
Segundo o censo norte-americano de 2000, a sua população era de 843 habitantes.
Em 2006, foi estimada uma população de 870, um aumento de 27 (3.2%).

## Geografia
De acordo com o United States Census Bureau tem uma área de 27,4 km², dos quais 16,6 km² cobertos por terra e 10,8 km² cobertos por água.

## Localidades na vizinhança
O diagrama seguinte representa as localidades num raio de 32 km ao redor de North Topsail Beach.